# Acton (Suffolk)
Acton ist ein Dorf und civil parish im District Babergh in der Grafschaft Suffolk, England.

## Bevölkerung
Um das Jahr 1000 lebten rund 20 Familien im Dorf. Im Jahr 2022 hatte es eine Bevölkerung von 2147 Personen.